# Acraea utengulensis
Acraea utengulensis är en fjärilsart som beskrevs av Friedrich Thurau 1903. Acraea utengulensis ingår i släktet Acraea och familjen praktfjärilar. Inga underarter finns listade i Catalogue of Life.